# 류원정 (여말선초)
유원정(柳爰廷, ? ~ 1399년)은 고려 말 조선 초의 문신이다. 본관은 문화이며, 군호는 서성군(瑞城君)이다.
1392년 7월 17일 조선 개국에 참여하여 중추원 부사를 지냈다. 1398년 7월 5일 사위 전시(田時)가 순릉과 경안백(敬安伯)의 능실에 대해 비판한 혐의로 국문받았는데, 이 때 말을 같이 하였다는 혐의로 순군옥에 갇혔다가 개국공신으로서 풀려났다.